# Joshua A. Norton
Joshua Abraham Norton, född troligen 4 februari 1818 eller 1819, död 8 januari 1880, även känd som hans kejserliga majestät Kejsar Norton I, var ett firat original i San Francisco som utropade sig själv till "Kejsare av dessa Förenta stater" och senare "Beskyddare av Mexiko" 1859. Norton föddes i  London i England och tillbringade större delen av sin uppväxt i Sydafrika. Han emigrerade till San Francisco 1849 efter att han mottagit en testamentsgåva på 40 000 $ från sin fars kvarlåtenskap. Norton försörjde sig till en början som affärsman, men förlorade sin förmögenhet genom att investera i peruanskt ris.
Efter att han hade förlorat i en rättsprocess där han försökte få sitt riskontrakt upphävt, lämnade Norton San Francisco. Han återvände några år senare som en excentrisk och synbarligen psykiskt obalanserad man, som hävdade att han var kejsare av USA. Fastän han inte hade någon politisk makt, och hans inflytande bara räckte så långt som han gjordes till viljes av personer omkring honom, behandlades han vördnadsfullt i San Francisco, och valuta som trycktes i hans namn accepterades i de butiker som han besökte.
Fastän han ansågs vara galen, eller åtminstone synnerligen excentrisk med megalomaniska drag, firade San Franciscos invånare hans majestätiska yttre och hans kungörelser, av vilka den mest kända var hans "order" att USA:s kongress skulle upplösas med våld (vilket kongressen och armén ignorerade) och hans många förordningar om att en bro och en tunnel skulle byggas över San Francisco Bay. Den 8 januari 1880 föll Norton ihop vid ett gathörn, och dog innan han kunde få läkarvård. Dagen därpå fylldes San Franciscos gator av nästan 30 000 människor som visade sin vördnad för Norton. Norton har gjorts odödlig i litteraturen av författare som Mark Twain och Robert Louis Stevenson, som baserade fiktiva personer på honom, liksom senare av Morris och Goscinny i Lucky Luke-seriealbumet Kejsaren av Amerika. I december 2004 lades ett förslag fram om att uppkalla San Francisco–Oakland Bay Bridge till Nortons ära, men idén genomfördes inte.

## Uppväxt
Norton föddes i England, men olika verk ger olika uppgifter om födelsedatum och födelseort. Hans dödsruna i San Francisco Chronicle, "enligt den bästa tillgängliga informationen," citerade silverplattan på hans kista, där det stod att han var "ungefär 65 år gammal", vilket antydde att hans födelseår kunde vara 1814. Andra källor hävdar att han föddes 4 februari 1819 i London. Immigrationsdokument tyder på att han var två år gammal 1820 när hans föräldrar flyttade till Sydafrika. Enligt sydafrikanska genealogier var hans far John Norton (död i augusti 1848) och hans mor Sarah Norden. Sarah var dotter till Abraham Norden och syster till Benjamin Norden, en framgångsrik judisk köpman.
Norton emigrerade från Sydafrika till San Francisco 1849 sedan han ärvt 40 000 $ efter sin far. Han nådde ganska stor framgång på fastighetsmarknaden och hade samlat på sig en förmögenhet på 250 000 $ år 1852. Norton trodde sig se en affärsmöjlighet när Kina, som stod inför en svår svält, införde förbud mot export av ris, vilket gjorde att rispriset i San Francisco steg skyhögt från fyra cent till trettiosex cent per pund (9 cent/kg till 79 cent/kg). När han hörde att fartyget Glyde, som var på väg tillbaka från Peru, fraktade 200 000 pund (100 ton) ris, köpte han allt ris för 25 000 $, och hoppades få kontroll över rismarknaden. Den 22 december 1852 betalade han en handpenning på två tusen dollar och skrev under ett kontrakt om att betala återstoden av de 25 000 $ inom trettio dagar.
En dag senare kom flera skeppslaster ris från Peru till San Franciscos hamn. Som en följd av detta sjönk rispriset till tre cent per pund. Norton försökte upphäva kontraktet, och hävdade att handlaren hade vilsefört honom i frågan om mängden ris som var att vänta. Från 1853 till 1857 var Norton och rishandlarna inblandade i en omfattande rättstvist. Norton hade framgång i de lägre domstolarna, men målet nådde Kaliforniens högsta domstol, som dömde till Nortons nackdel. Senare utmätte Lucas Turner and Company Bank Nortons fastighetsinnehav i North Beach för att betala hans skuld. Nortons mentala tillstånd påverkades svårt av dessa finansiella bakslag. Han gick i konkurs 1858 och lämnade staden en tid. Det finns inga kända källor som säger att Norton hade en excentrisk personlighet innan han förlorade sin förmögenhet, så det är inte känt huruvida hans utpräglade excentricitet var ett permanent karaktärsdrag eller uppkom som ett resultat av den besvärliga finansiella situation han befann sig i under 1850-talet. Efter att plötsligt ha förlorat sin finansiella stabilitet blev Norton (i brist på riktig diagnos) något "udda", och uppvisade symptom som ofta beskrivs som "storhetsvansinne".

## Kejsarkarriär

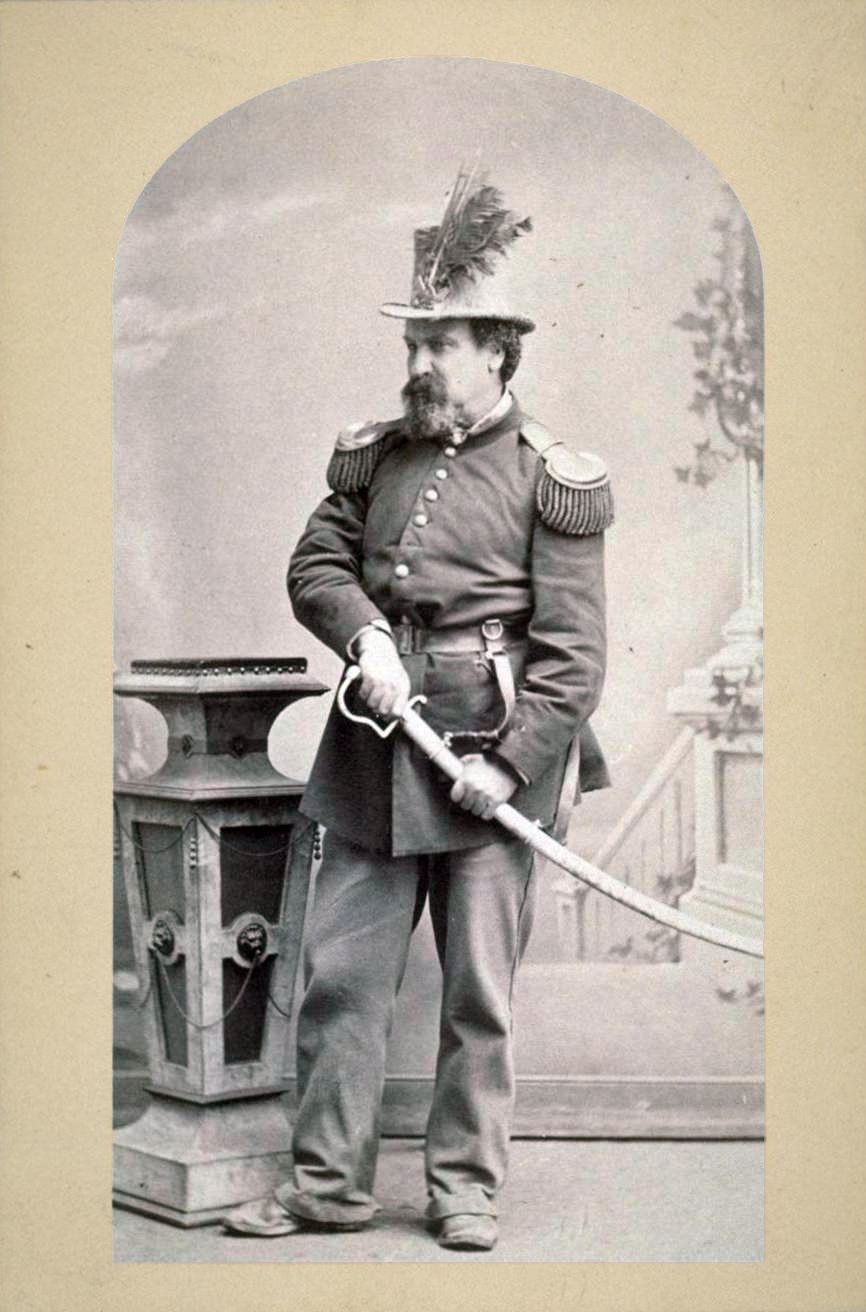
Norton i full utstyrsel

När Norton återvände till San Francisco från sin självvalda exil, hade han blivit mycket missnöjd med vad han ansåg var växlingar och ofullkomligheter i USA:s juridiska och politiska strukturer. Den 17 september 1859 tog han saken i egna händer och skickade brev till de olika tidningarna i staden, där han utropade sig till "Kejsare av dessa Förenta Stater":
På den förekomna fordran och önskan av en stor majoritet av medborgarna i dessa Förenta Stater, utropar och förklarar jag, Joshua Norton, tidigare i Algoa Bay, Godahoppsudden, och nu under de senaste gångna 9 åren och 10 månaderna i S. F., Cal., mig själv Kejsare av dessa F.S., och i kraft av den myndighet som därigenom tillfallit mig, beordrar och befaller representanterna för de olika staterna i Unionen att samlas i Musical Hall, i denna stad, på den första dagen i nästa februari, för att där och då göra sådana ändringar i Unionens befintliga lagar som kan förbättra de plågor som landet lider av, och därmed förmå tilltro att finnas, både hemma och utomlands, till vår stabilitet och integritet.

NORTON I, Kejsare av Förenta staterna.
 Norton tillade senare "Beskyddare av Mexiko" till denna titel. Så började hans makalösa och bisarra tjugoettåriga ”herravälde” över USA.
I enlighet med sin självutnämnda roll som kejsare utfärdade Norton många kungörelser i statens ärenden. Efter att han övertagit fullständig kontroll över landet ansåg han att det inte längre fanns behov av en lagstiftande församling, och den 12 oktober 1859 utfärdade han en förordning som formellt ”upplöste” USA:s kongress. I sin kungörelse observerade Norton: 
…bedrägeri och korruption förhindrar ett rättvist och tillbörligt uttryck av folkets röst, att öppna överträdelser mot lagarna sker ständigt, orsakade av mobbar, partier, grupperingar och otillbörligt inflytande från politiska sekter, att medborgaren inte har det beskydd av person och egendom som han är berättigad till.
Som en följd av detta befallde Norton att alla berörda parter skulle samlas i Platt's Music Hall i San Francisco i februari 1860 för att "råda bot på det onda som påtalats".
I en annan kejserlig kungörelse en månad tidigare kallade Norton armén att avsätta de valda ledamöterna av USA:s kongress:
EFTERSOM en grupp män som kallar sig själva den nationella kongressen nu är i session i Washington City, i brott mot vår kejserliga förordning av senaste 12 oktober, som förklarade sagda kongress avskaffad,  

EFTERSOM det är nödvändigt för vårt Imperiums lugn att sagda kungörelse skall bli strikt efterlevd, 

NU, DÄRFÖR, beordrar och befaller vi härmed generalmajor Scott, överbefälhavaren för våra arméer, att omedelbart efter kännedom om denna, vår Kungörelse, fortskrida med en lämplig styrka och utrymma kongressalarna.
Nortons order hade uppenbart ingen effekt på armén, och Kongressen fortsatte likaså sina aktiviteter oberört. Norton utfärdade fler kungörelser 1860 som avsåg att upplösa republiken och förbjuda kongressledamöter att samlas. Nortons strid mot USA:s valda ledare kom att pågå under hela vad han ansåg var hans regeringstid, men det förefaller som Norton slutligen, något motvilligt, accepterade att Kongressen skulle fortsätta att existera utan hans tillåtelse, även om detta inte ändrade hans åsikt i frågan. I hoppet om att lösa de många konflikterna mellan USA:s medborgare under amerikanska inbördeskriget utfärdade Norton ett mandat 1862 där han beordrade både de protestantiska och katolska kyrkorna att offentligt viga honom som kejsare.
Då hans försök att störta USA:s valda regering med våld hade blivit helt och hållet ignorerade, vände Norton sin uppmärksamhet och sina kungörelser till andra ärenden, både politiska och sociala. Den 12 augusti 1869, "i önskan om att lugna de partipolitiska stridigheternas missämja som nu existerar i vårt rike", avskaffade han både Demokratiska partiet och Republikanska partiet. När Nortons självvalda hemstad inte nämndes med tillbörlig respekt utfärdade han ett särskilt strängt påbud 1872:
Var och en som efter vederbörlig varning skall höras yttra det avskyvärda ordet "Frisco", vilket inte har något språkligt eller annat berättigande, skall anses skyldig till en stor förseelse, och skall betala till den kejserliga statskassan som straff summan tjugofem dollar.
Trots alla hans påhitt och oavsett vilket hans exakta psykiska hälsotillstånd var, kan det inte förnekas att Norton vid vissa tillfällen var en visionär, och ett antal av hans ”kejserliga påbud” uppvisade ett stort förutseende. Bland hans många påbud fanns instruktioner om att bilda ett Nationernas förbund, och han förbjöd uttryckligen varje form av oenighet eller konflikt mellan religioner eller deras riktningar. Kejsaren fann det också lämpligt vid ett antal tillfällen att förorda uppförandet av en hängbro eller tunnel för att förbinda Oakland med San Francisco, och hans senare kungörelser blev mer och mer irriterade över den brist på snabb åtlydnad som visades av myndigheterna:
EFTERSOM vi utfärdade vår kungörelse som befallde medborgarna i San Francisco och Oakland att anslå medel för undersökning av en hängbro från Oakland Point via Goat Island, även för en tunnel, och att avgöra vilket som är det bästa projektet, och eftersom sagda medborgare hittills har underlåtit att uppmärksamma vår sagda kungörelse, och eftersom vi är besluten om att vår myndighet skall vara fullt respekterad, nu därför beordrar vi arméns arrestering av båda stadsstyrelser om de framhärdar i att negligera våra kungörelser.

Givet under vår kungliga hand och sigill i San Francisco, denna 17:e dag i september, 1872.
Detta förslag, till skillnad från Nortons övriga, blev faktiskt förverkligat, men inte på grund av honom. Bron mellan San Francisco och Oakland Bay, San Francisco-Oakland Bay Bridge, började byggas 9 juli 1933 och invigdes 12 november 1936.

## Liv som kejsare

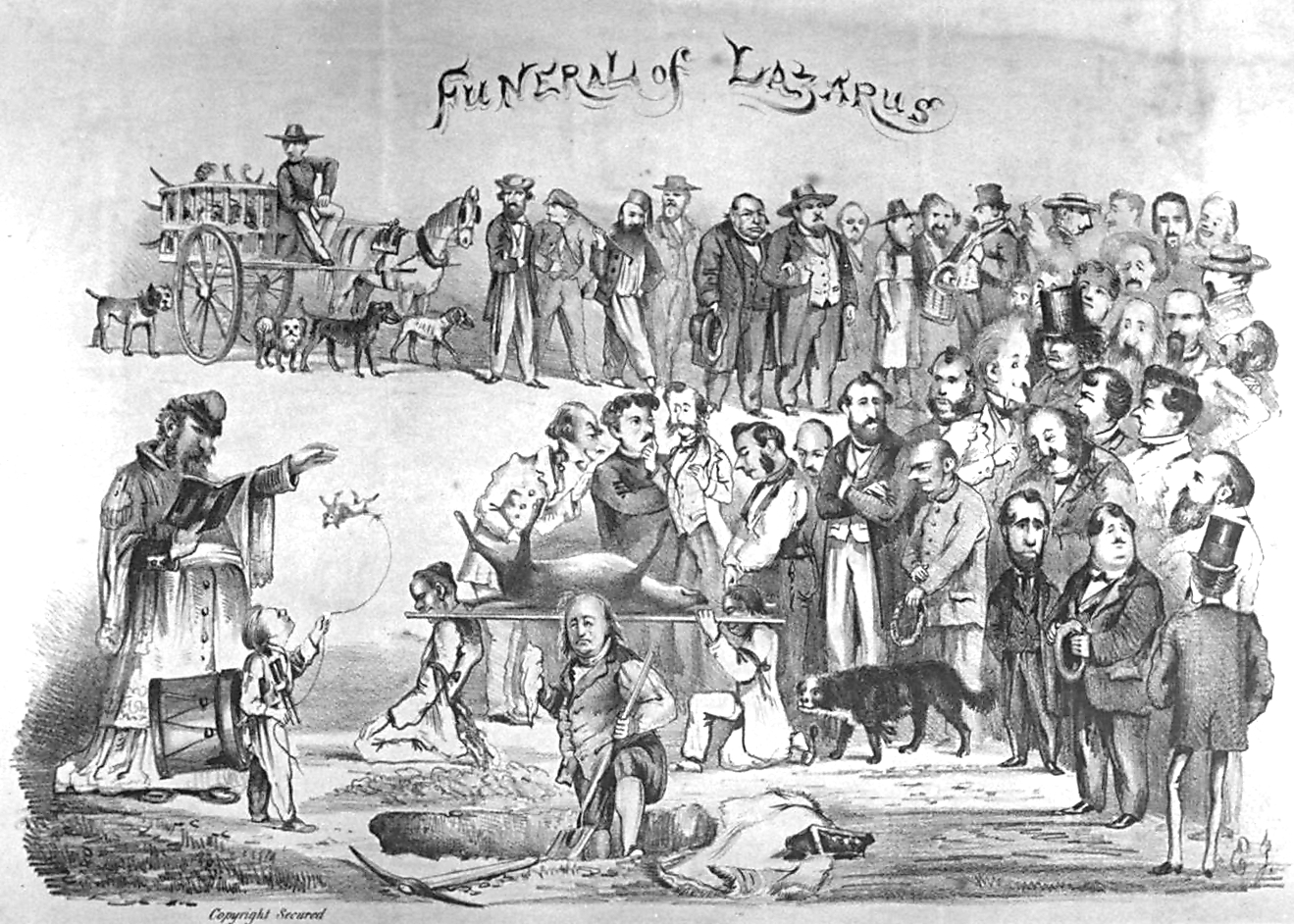
Norton klädd som påven vid den kringvandrande hunden Lazarus begravning.

Norton tillbringade sina dagar som kejsare med att inspektera gatorna i San Francisco i en utsirad blå uniform med slitna guldpläterade epåletter, som han hade fått av officerare vid United States Armys postering i Presidio of San Francisco. Han bar också en kastorhatt utsmyckad med en påfågelsfjäder och en rosett. Ofta förhöjde han denna majestätiska uppsyn med en käpp eller ett paraply. Under sina inspektioner undersökte Norton trottoarernas och spårvagnarnas tillstånd, offentliga platsers tillstånd samt polisernas utseende. Norton kunde också ofta ge utdragna filosofiska utläggningar om diverse ämnen till vem som helst som var inom hörhåll för tillfället.
Det var under en av sina inspektioner som Norton sägs ha utfört en av sina mest kända ”diplomatiska” åtgärder. Under 1860- och 1870-talen förekom ett antal antikinesiska demonstrationer i de fattigare områdena i San Francisco. Vid flera tillfällen bröt det ut upplopp, vilka ibland orsakade dödsfall. Under en sådan incident ska Norton ha ställt sig mellan upprorsmakarna och deras kinesiska måltavlor och med huvudet böjt ha reciterat Herrens bön upprepade gånger tills upprorsmakarna skingrades utan våldsamheter.
Norton var mycket älskad och vördad av San Franciscos invånare. Fastän han saknade pengar åt han regelbundet vid San Franciscos finaste restauranger. Restaurangägarna tog sedan på sig att sätta mässingsplaketter vid sina ingångar med texten "[b]y Appointment to his Imperial Majesty, Emperor Norton I of the United States." Enligt vad som hävdats var sådana ”kejserliga godkännanden” mycket uppskattade och gynnade handeln. Det hävdas också att ingen pjäs eller musikföreställning i San Francisco vågade hålla premiär utan att reservera balkongplatser åt Norton.
Ett rykte som startades av den hängivne Norton-karikatyrtecknaren Ed Jump säger att Norton hade två hundar, Bummer och Lazarus, som själva var kända i San Francisco vid denna tid. Norton ägde inte hundarna, men han åt vid gratis lunchställen där han gav några bitar mat åt dem.

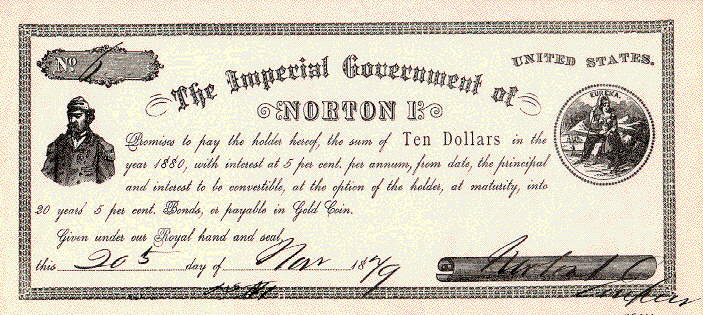
En tiodollarssedel utfärdad av Norton I:s kejserliga regering.

1867 arresterade en polis, vid namn Armand Barbier, Norton för att ta honom till tvångsvård för en psykisk störning. Arresteringen upprörde San Franciscos invånare och ledde till ett antal kritiska ledarsidor i tidningarna. Polischefen Patrick Crowley rättade snabbt till det hela genom att begära Norton frisläppt och ge en formell ursäkt på polisens vägnar. Polischefen Crowley anmärkte om den självutnämnde monarken "att han inte hade utgjutit något blod, inte rånat någon, och inte plundrat något land, vilket är mer än man kan säga om hans kollegor i den branschen." Norton var storsint nog att ge den unge polismannen en ”kejserlig benådan”. Möjligen på grund av denna skandal gjorde alla poliser i San Francisco därefter honnör för Norton när han gick förbi på gatan.
Norton fick motta några små bevis på formellt erkännande av sin självutnämnda ställning. USA:s folkräkning från 1870 anger en Joshua Norton som boende på 624 Commercial Street och anger hans sysselsättning som "kejsare." Norton lät också utfärda sina egna pengar emellanåt för att betala vissa skulder, och dessa blev accepterade som lokal valuta i San Francisco. Dessa sedlar brukade tryckas i valörer från femtio cent till fem dollar. De fåtaliga sedlar som fortfarande existerar är samlarobjekt. Staden San Francisco hedrade också Norton. När hans uniform började se skamfilad ut köpte stadens fullmäktige ("San Francisco Board of Supervisors"), med mycket pompa och ståt, en lämpligt majestätisk ersättning. Norton svarade med att sända dem ett artigt tackmeddelande och utfärdade adelsprivilegier åt varje ledamot.

## Senare år och död
Under de senare åren av Nortons ”regeringstid” var han ämne för många rykten och spekulationer. Enligt en populär historia var han son till kejsaren Napoleon III av Frankrike och hävdade att han kom från Sydafrika för att undvika förföljelse. En annan populär historia hävdade att Norton planerade att gifta sig med drottning Viktoria. Detta påstående har inget stöd, men Norton skrev brev till drottningen vid flera tillfällen och sägs ha mött den verklige kejsaren Pedro II av Brasilien. Det ryktades också att Norton var extremt rik och endast låtsades vara fattig eftersom han var snål.
Ett antal kungörelser som troligen var falska skickades in och trycktes i lokala tidningar, och det anses att i åtminstone några fall tidningsredaktörer själva skrev fiktiva påbud som var anpassade till deras egna intressen. San Franciscos stadsmuseum har en lista över de kungörelser som anses vara äkta.
På kvällen den 8 januari 1880 föll Norton ihop i hörnet mellan California Street och Dupont Street (nu Grant Avenue) på väg till en föreläsning vid California Academy of Sciences. Hans kollaps upptäcktes omedelbart och ”poliskonstapeln i tjänst vid tillfället skyndade efter en vagn för att föra honom till sjukhuset.” Norton dog innan någon vagn hann fram. Följande dag publicerade San Francisco Chronicle hans dödsruna på sin förstasida under rubriken "Le Roi est Mort" ("Kungen är död"). Morning Call, en annan ledande tidning i San Francisco, hade en förstasidesartikel med rubriken: "Norton den förste, av Guds nåde Kejsare av dessa Förenta stater och Beskyddare av Mexiko, har lämnat detta liv."
Det blev snart uppenbart att Norton, trots ryktena om motsatsen, hade dött i fullständig fattigdom. Fem eller sex dollar i småmynt hittades på honom, och när hans rum i pensionatet på Commercial Street genomsöktes hittades en enda sovereign, värd ungefär 2,50 $, hans samling promenadkäppar, hans ganska skamfilade sabel, en uppsättning hattar, en fransk franc från 1828 och en handfull av de kejserliga obligationer han sålde till turister till en fiktiv ränta på 7 %. Det fanns förfalskade telegram som uppgavs vara från tsar Alexander II av Ryssland med gratulationer till Norton med anledning av hans stundande giftermål med drottning Victoria, och från Frankrikes president, som förutsade att en sådan förening skulle vara katastrofal för världsfreden. Även hans brev till drottning Viktoria återfanns, samt 98 aktier i en nedlagd guldgruva.
När begravningen förbereddes planerades först att använda en likkista av enkelt amerikansk sekvoja-trä. Medlemmar av Pacific Club (en företagarförening i San Francisco) upprättade dock en begravningsfond som betalade för en vacker kista i rosenträ och arrangerade ett värdigt avsked.
Nortons begravning var högtidlig, sorglig och stor. Den besöktes "…av alla klasser från kapitalister till fattig, kyrkoman till ficktjuv, välklädda damer och de vars dräkt och hållning antydde en socialt utstött." Enligt vissa beskrivningar stod så många som 30 000 personer på gatorna för att hedra Norton, och begravningståget var två miles långt. Han begravdes på frimurarnas begravningsplats, på staden San Franciscos bekostnad.
1934 flyttades Nortons kvarlevor, på stadens bekostnad, till en gravplats med måttfull prakt på Woodlawn Cemetery i Colma. Platsen markeras av en liten nött sten med texten "Norton I, Emperor of the United States and Protector of Mexico".

## Kejsar Nortons påverkan på populärkulturen

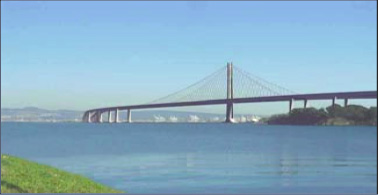
En konstnärs koncept för ersättningsspannet på San Francisco-Oakland Bay Bridge. Ett förslag att namnge det efter Norton I förkastades av Oakland City Council.

Fastän detaljerna i Nortons livshistoria må vara glömda har han blivit odödliggjord i litteraturen. Mark Twain, som var bosatt i San Francisco under en del av "kejsar Nortons regeringstid" utformade personen Kungen i Huckleberry Finns äventyr efter Norton.
Robert Louis Stevenson gjorde Norton till en figur i sin roman från 1892, The Wrecker.
Titelfiguren i Lucky Luke-seriealbumet Kejsaren av Amerika av René Goscinny (text) och Morris (bild) är baserad på Norton - huvudpersonen i seriealbumet är dock en förmögen ranchägare i Vilda Västern.
Musikaliskt har Norton odödliggjorts i dixielandjazzkompositionen Emperor Norton's Hunch, inspelad av bland annat Lu Watters. 
Under årens lopp har Nortons excentricitet varit en källa till inspiration. Han förekommer som ett skyddshelgon i parodireligionen discordianism, och ofta i populärkultur. I Robert Anton Wilsons och Robert Sheas bok Illuminatus! utgör Nortons karaktär, handlingar och inflytande en central del av handlingen.
I Neil Gaimans serie "The Sandman" förekommer ett avsnitt där seriens protagonist, tillika titelfigur, möter Norton i San Francisco. Nortons levnadshistoria är förlaga till avsnittets berättelse.
Den svenska tonsättaren Stefan Klaverdal skrev 2009 ett verk för manskör och tonband baserat på Nortons öde och delvis på Nortons texter.

## Eftermäle
I januari 1980 hölls ett antal ceremonier i San Francisco med anledning av 100-årsjubileet av Nortons bortgång. Nortons proklamationer som förespråkade en bro mellan San Francisco och Oakland högtidlighölls den 14 december 2004, då San Franciscos kommunfullmäktige antog en resolution som förespråkade att det nya brospannet på San Francisco-Oakland Bay Bridge skulle namnges efter Norton. Förslaget behövde dock bli godkänt av City of Oakland och sedan av delstatsmyndigheterna innan det kunde antas. Medlemmarna av Oaklands stadsfullmäktige uttryckte missnöje, och inga framsteg gjordes om förslaget senare.